# Kleinstetteldorf
Kleinstetteldorf ist ein Dorf in Niederösterreich und eine Ortschaft sowie Katastralgemeinde der Stadtgemeinde Hollabrunn im gleichnamigen Bezirk Hollabrunn.

## Geographie
Das Dorf liegt östlich von Hollabrunn. Nachbarorte von Kleinstetteldorf in der Stadtgemeinde Hollabrunn sind Eggendorf im Thale, Aspersdorf und Wieselsfeld sowie in der Marktgemeinde Wullersdorf Hetzmannsdorf und Hart.
|            | Aschendorf                                  | Hart               |
| Aspersdorf | Kompassrose, die auf Nachbargemeinden zeigt | Eggendorf im Thale |
|            | Wieselsfeld                                 |                    |

Kleinstetteldorf liegt im Tal des Kleinen Göllersbach und wird von diesem durchflossen. Von der Nutzung des Göllersbach für die Wasserkraft zeugen zahlreiche Mühlen, die bis heute erhalten sind.

## Geschichte
In der päpstlichen Bestätigungsurkunde aus 1139 für die bayrische Abtei Mallersdorf werden Weingärten zu Stetteldorf bei Weyerburg angegeben. Sie dürften durch die Formbacher oder ein ihnen verwandtes Geschlecht dorthin gekommen sein. Zum Stift Göttweig waren fünf Lehen zehentpflichtig.
Kleinstetteldorf etablierte sich im Hochmittelalter östlich des Göllersbaches, zwischen den Mühlen Nr. 32 und Nr. 44, als „Stetteldorf auf der Zeil“.
Laut Adressbuch von Österreich waren im Jahr 1938 in der Ortsgemeinde Kleinstetteldorf zwei Gastwirte, zwei Gemischtwarenhändler, eine Mühle, ein Schmied, ein Schuster und einige Landwirte ansässig.
Kleinstetteldorf wurde 1971 Enzersdorf im Thale eingemeindet, das wiederum 1972 der Stadtgemeinde Hollabrunn zugeschlagen wurde.

## Politik

### Bürgermeister der ehemaligen Gemeinde Kleinstetteldorf
- 1970–1970 Ernst Forsthuber

### Ortsvorsteher der Katastralgemeinde Kleinstetteldorf
- 1972–1985 Ernst Forsthuber
- 1985–2005 Karl Zehetmayer
- 2005–2015 Günter Forsthuber
- seit 2015 Christa Zehetner

## Sehenswertes

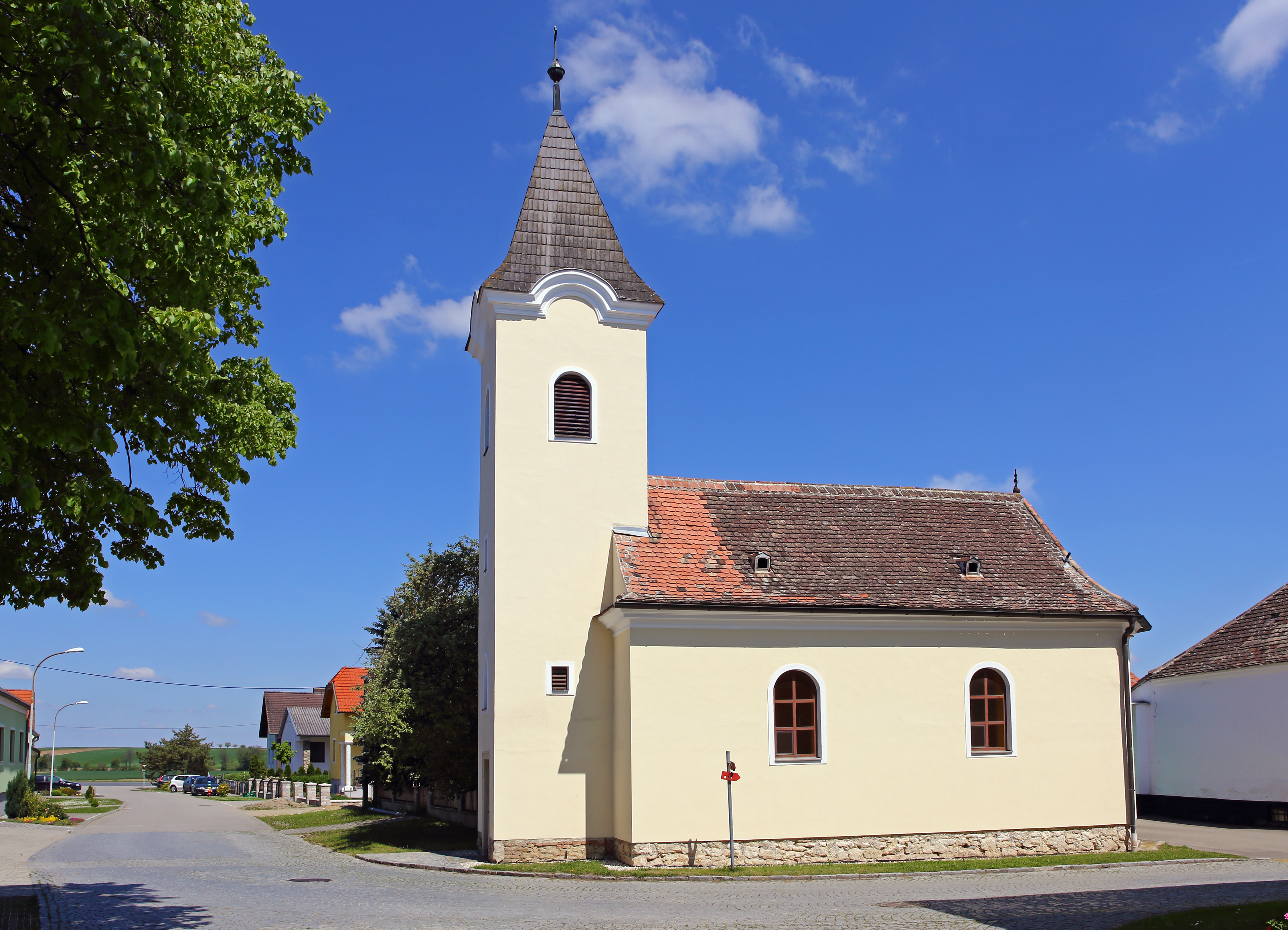
Ortskapelle Kleinstetteldorf

- Ortskapelle Kleinstetteldorf